# Катастрофа Dornier 228 в Джомсоме
Катастрофа Dornier 228 в Джомсоме — авиационная катастрофа, произошедшая 14 мая 2012 года. Самолёт Dornier 228 непальской авиакомпании Agni Air выполнял регулярный пассажирский рейс AG-CHT по маршруту Покхара—Джомсом, но при выполнении ухода на второй круг, лайнер коснулся крылом горного склона и упал. В катастрофе погибли 15 из 21 человека, находившихся на борту лайнера.
Восемь из 15 погибших были кришнаитами из Мумбаи, совершавшими паломничество в Муктинатх. В их числе была четырнадцатилетняя индийская актриса Таруни Сачдев и её мать Гита.

## Самолёт
Самолёт Dornier 228 с бортовым номером 9N-AIG был построен компанией Dornier в 1997 году, и был оснащён двумя двигателями Garrett TPE331-5A-252D. 15 апреля 1999 года самолёт был впервые передан в авиакомпанию Borneo Airways, где получил бортовой номер 9N-NEO. Затем в октябре 1999 года был вернут в Dornier. Позже самолёт купила авиакомпания CE Assets, у которой самолёт арендовала авиакомпания Vegas Jet Financial & Leasing, у которой самолёт позже также арендовала авиакомпания Vision Air. Самолёт получил бортовой номер N420VA. Проработав там несколько месяцев, самолёт купила авиакомпания Hornbill Airways, где он получил бортовой номер 9M-VAM. В 2008 году самолёт был куплен авиакомпанией Agni Air, где он получил бортовой номер 9N-AIG.

## Экипаж и пассажиры
На борту находилось 21 человек, в том числе индийская актриса Таруни Сачдев и её мать Гита.

## Хронология событий
Лайнер выполнял регулярный рейс из Покхары в Джомсом с 18 пассажирами, двумя пилотами и стюардессой на борту. При заходе на посадку в 09:30 местного времени (03:30 UTC) экипаж принял решение об уходе на второй круг. При наборе высоты самолёт потерпел крушение, коснувшись крылом горного склона.